# Droga R3 (Belgia)
Droga R3 lub Duża Obwodnica Charleroi (fr. Grand ring de Charleroi) – południowa, zewnętrzna obwodnica belgijskiego miasta Charleroi o parametrach autostrady.
Droga jednocześnie pełni funkcję drogi tranzytowej. Nie leży w ciągu żadnej trasy europejskiej, jednak krzyżuje się z E42 i E420. Obwodnicę od strony północnej zamyka autostrada A15.

## Historia
Arterię oddawano do użytku etapami, w latach 1979–1988:
| Z                   | Do                  | Długość | Data otwarcia |
| ------------------- | ------------------- | ------- | ------------- |
| Montigny-le-Tilleul | Marcinelle          | 7 km    | 1979          |
| Châtelineau         | Heppignies          | 7 km    | 1983          |
| Marcinelle          | Châtelineau         | 7 km    | 1984          |
| Gouy                | Trazegnies          | 2 km    | 1985          |
| Fontaine-l'Évêque   | Montigny-le-Tilleul | 4 km    | 1987          |
| Trazegnies          | Fontaine-l'Évêque   | 8 km    | 1988          |

## Natężenie ruchu
W 2017 roku natężenie ruchu wyniosło od 31 900 do 50 300 pojazdów.